# Venyera–7
A Venyera–7 (oroszul: Венера–7) szovjet 4V–1 típusú űrszonda, melyet a Venyera-programban indítottak a Vénusz bolygó felé.

## Küldetés
Az automatikus bolygóközi szondát az NPO Lavocskin vállalat fejlesztette ki és építette meg. Az indításra 1970. augusztus 17-én került sor. Feladata volt az előző szondák tevékenységének folytatása, a vénuszi légkör vizsgálata, üzembiztos kapcsolat a leereszkedés során. A repülés során megtett 31,5 millió kilométer alatt 85-ször létesítettek rádiókapcsolatot. 1970. december 15-én elérte a Vénusz légkörét, és sima leszállást hajtott végre.
Ez volt az első űrszonda, amely leereszkedést követően adatokat közvetített a Vénusz felszínéről.
A Venyera–7 indítása után öt nappal indították a Venyera-program következő űrszondáját, de az a hordozórakéta végfokozatának hibája miatt Föld körüli pályán maradt és később a Koszmosz–359 jelzést kapta.

## Jellemzői
Elődeinél 100 kilogrammal nehezebb volt, ami elégséges védelmet jelentett a műszerek értékelhető tevékenységéhez. Leszálló gömbtartálya 1 méter átmérővel rendelkezett, amit a bolygótól 25 000-37 000 kilométerre választottak le az űrszondáról. A leválasztás előtt -8 °C-ra hűtötték le a gömbtartályt. A kapszulát úgy tervezték, hogy legalább 30 percig ellenálljon 180 atmoszféra nyomásnak és 540 °C hőmérsékletnek. Fékezés után kinyitotta az elődökhöz képest kisebb ejtőernyőjét, hogy a leszállás a korábbiaknál rövidebb ideig tartson. Ereszkedés közben 35 percen keresztül mérési adatokat továbbított. Leérkezés után még 23 percig működött, majd elhallgatott.

## Adatok
- Felszálló tömeg: 1180 kg
- Leszálló tömeg: 500 kg
- Anyag: titánötvözet

## Külső hivatkozások
- A Venyera–7 a gyártó NPO Lavocskin vállalat honlapján (oroszul)
- astronautix.com(angolul)
- www.russianspaceweb.com(angolul)